# Мёршванг
Мёршванг (нем. Mörschwang) — община (нем. Gemeinde) в Австрии, в федеральной земле Верхняя Австрия.
Входит в состав округа Рид-им-Иннкрайс. Население составляет 295 человек (на 31 декабря 2005 года). Занимает площадь 11 км². Официальный код — 41216.

## Политическая ситуация
Бургомистр общины — Бернхард Шахингер (АНП) по результатам выборов 2003 года.
Совет представителей общины (нем. Gemeinderat) состоит из 9 мест.
- АНП занимает 9 мест.